# You Can Make History (Young Again)
You Can Make History (Young Again) è un singolo di Elton John pubblicato nel 1996 da Rocket Records in formato CD single.

## Il disco
You Can Make History (Young Again) è stata composta da Elton John con testi di Bernie Taupin. Il brano è stato scritto appositamente, per la versione statunitense della raccolta Love Songs (1996); presenta una melodia di chiaro stampo pop, dall'andatura lenta. Il testo di Bernie Taupin (il titolo del quale significa letteralmente Tu Puoi Rinnovare La Storia) è ancora una volta incentrato sul tema dell'amore, e stavolta in particolare su di sé e su di Elton (quest'ultimo aveva infatti incontrato David Furnish nel 1993); essi, avendo finalmente trovato l'amore ciascuno nel proprio partner, idealizzano quindi questo sentimento nel brano. Bernie, in realtà, romperà la relazione con la sua donna (e descriverà il tutto nel testo di Mansfield, proveniente dall'album del 2001 Songs from the West Coast). Della canzone esistono anche due versioni acustiche (una mette in evidenza il sitar).
You Can Make History (Young Again) è stata distribuita come singolo promo, ma non ha avuto un grande successo, conseguendo solamente una #70 USA (non è stata pubblicata nel Regno Unito); tuttavia, nel 1997, la canzone fece da B-side (ma solo in Europa) al doppio Something About the Way You Look Tonight/Candle in the Wind 1997, che poco tempo dopo sarebbe diventato il singolo più venduto della storia.